# Гавраил (син на Борис I)
Гавраил или Гавриил е вторият син на княз Борис I и на княгиня Мария. Брат е на цар Симеон I, княз Владимир Расате, Яков, Евпраксия Българска и княгиня Анна Българска. Името му е споменато в приписка на известното Чивидалско евангелие от 867 г., което изброява наследниците на Борис I: „Расате, Гавраил, Симеон, Яков, Пракси (Евпраксия) и Анна“. Съществуват хипотези, че комитопулите са потомци на Гавриил.